# ديفيد غارفيلد
ديفيد غارفيلد (بالإنجليزية: David Garfield)‏ هو منتج أسطوانات وموسيقي وكاتب أغاني أمريكي، ولد في 27 سبتمبر 1956 في شيكاغو في الولايات المتحدة.

## وصلات خارجية
- الموقع الرسمي
- ديفيد غارفيلد على موقع IMDb (الإنجليزية)
- ديفيد غارفيلد على موقع ميوزك برينز (الإنجليزية)
- ديفيد غارفيلد على موقع ديسكوغز (الإنجليزية)